# Bor (fuzil)
O Bor é um fuzil de precisão polonês de ação por ferrolho, calibre 7,62×51mm NATO e .338 Lapua Magnum. A arma recebeu o codinome Alex durante o desenvolvimento, em homenagem ao projetista-chefe Aleksander Leżucha, criador do fuzil antimaterial Wilk 12,7×99mm NATO. Após a fase de desenvolvimento, o fuzil recebeu a designação militar "Bor".

## Desenvolvimento
Após 1999, quando a Polônia se tornou membro da Organização do Tratado do Atlântico Norte (OTAN), houve a necessidade de novas armas de fogo para as Forças Armadas Polonesas, compatíveis com os padrões da OTAN. No início dos anos 2000, no Centro de Pesquisa e Desenvolvimento de Equipamentos Mecânicos (Ośrodek Badawczo Rozwojowy Sprzętu Mechanicznego – OBR SM) em Tarnów, o engenheiro Aleksander Leżucha iniciou seu trabalho em um novo fuzil de precisão padrão. O trabalho no Alex teve apoio financeiro do Ministério Polonês de Pesquisa Científica e Tecnologia da Informação em uma produção em joint venture com o fabricante OBR SM Tarnów. Pretende-se que este fuzil de precisão substitua, em última análise, todos os fuzis de precisão deste calibre em serviço polonês (atualmente (2009), principalmente SVD).
No verão de 2005, os testes do novo fuzil começaram. O Bor foi apresentado pela primeira vez na 12ª Feira Internacional da Indústria de Defesa (MSPO), em setembro de 2005, em Kielce. A arma entrou em produção em 2006, quando uma curta série foi produzida.

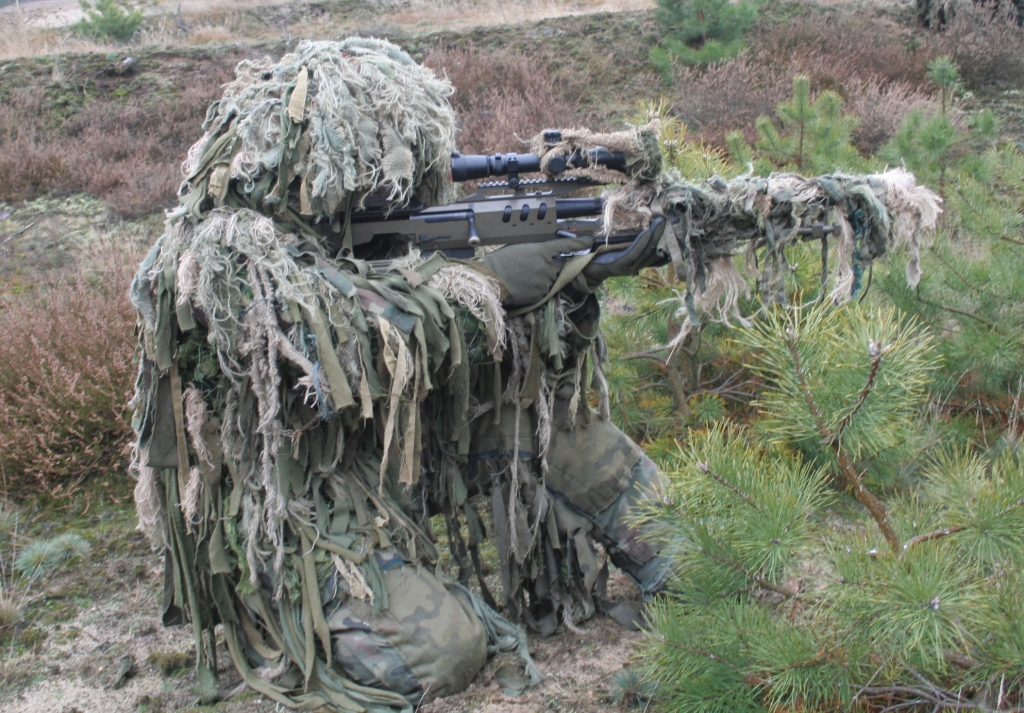
Um atirador de elite com um fuzil Bor

Na primavera de 2007, o Bor 7,62mm passou em todos os testes necessários para ser introduzido nos estoques poloneses. As Forças Armadas Polonesas planejavam adquirir 36 fuzis Bor em 2007. Em 2008, o fabricante recebeu um pedido para a entrega de um lote de 81 fuzis Bor com câmara para o cartucho 7,62×51mm NATO até 2010.
Em junho de 2011, o fabricante recebeu um pedido para a entrega de 55 fuzis Bor modificados, com câmara para o cartucho 7,62x51mm NATO até 2013. Vários anos de operações, incluindo missões no Iraque e no Afeganistão, permitiram adquirir experiência com o fuzil. De acordo com as sugestões dos usuários, várias melhorias no sistema de armas de precisão foram introduzidas, incluindo um Sistema de Integração de Trilho Inclinado para Frente de 15 MOA montado sobre o receptor e um trilho triplo montado para montagem de óptica de mira e um novo dispositivo de visão noturna (Acessório de Mira Noturna Carl Zeiss Optronics NSV 80). Além disso, o bipé, o gatilho, o alojamento do carregador e a ação do ferrolho foram modificados e o cano original foi trocado por um novo cano com maior durabilidade e resistência à corrosão.

## Detalhes do projeto
O Bor é um fuzil de precisão com configuração bullpup, alimentado por carregador e de ação por ferrolho. Essa configuração proporciona maior precisão, permitindo um comprimento de cano de 680 mm, mas minimizando o comprimento total de 1.038 mm. O peso é ainda mais reduzido sem sacrificar a precisão, graças ao uso de um cano canelado flutuante. A boca do cano é equipada com um freio de boca com defletor duplo, que supostamente reduz o recuo em até 30%. O projeto "em linha" do conjunto cano-receptor também direciona o recuo para trás em linha reta, minimizando a inversão da boca do cano. Um bipé ajustável e resistente é instalado na parte frontal da coronha. O fuzil possui uma coronha e um suporte para a bochecha totalmente ajustáveis. Um monopé dobrável/ajustável localizado atrás do carregador, na parte interna da coronha, pode ser usado para apoiar o fuzil em posição de tiro durante longos períodos de uso. Não são fornecidas miras de ferro ou de emergência; Um trilho Picatinny MIL-STD-1913 é montado acima da linha central do cano, sobre a área do receptor, para a montagem de diversas miras ópticas. A mira telescópica padrão é uma Leupold 4,5–14×50, com retículo de ponto mil-dot com grade de mira, correção de paralaxe e faixa de ajuste de 100 MOA.

## Variantes

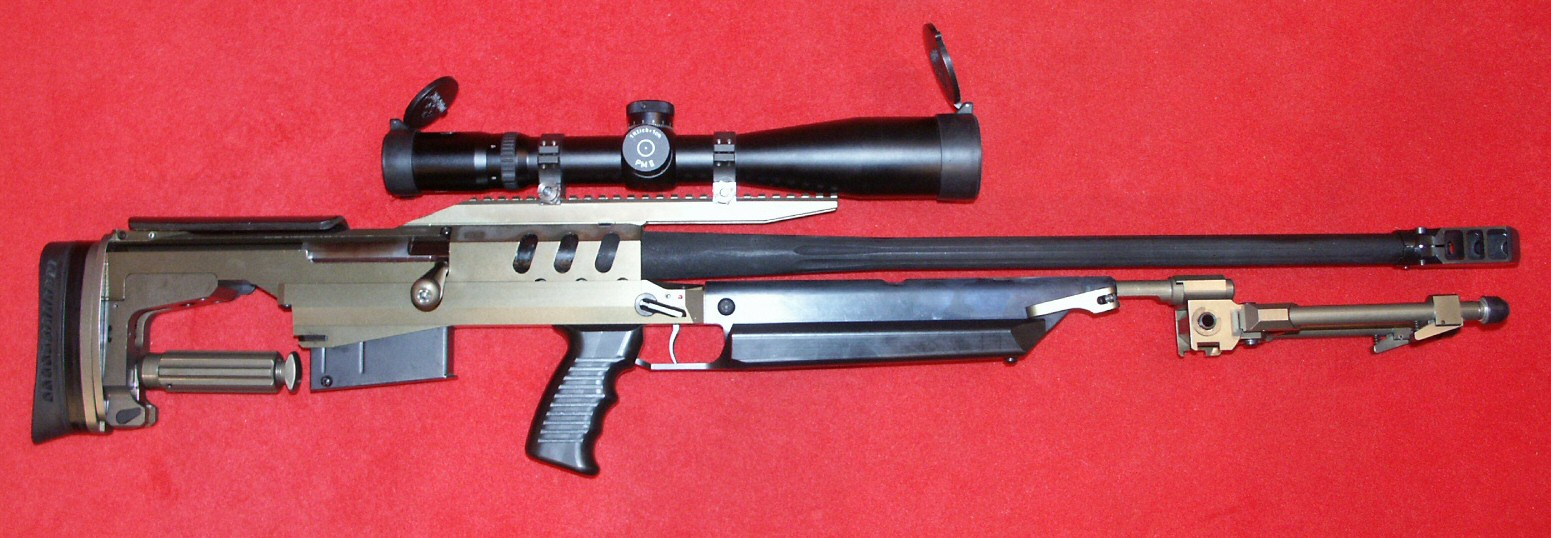
Fuzil de precisão Alex-338 equipado com mira telescópica Schmidt & Bender PM II

### Protótipo Alex-338
Por volta de 2007, a OBRSM Tarnów iniciou o desenvolvimento de um modelo com câmara para o cartucho .338 Lapua Magnum sob a designação de desenvolvimento Alex-338 (o código do fabricante para o Alex/Bor básico foi alterado para Alex-762). No início de 2008, o Centro de Pesquisa e Desenvolvimento de Equipamentos Mecânicos em Tarnów concluiu o trabalho de projeto e, em junho de 2008, o primeiro protótipo foi montado. O modelo foi apresentado publicamente na MSPO em Kielce, Polônia, em setembro de 2008. A versão .338 Lapua Magnum do Bor é externamente ligeiramente diferente do fuzil anterior de 7,62 mm. A montagem inferior tem um formato diferente. O Alex-338 pesa 6,5 kg sem mira óptica e 7,3 kg com a mira telescópica Leupold padrão montada. Ele usa os mesmos carregadores destacáveis de 5 cartuchos do fuzil de precisão finlandês Sako TRG-42. Assim como o Bor 7,62mm, o Alex-338 compartilha algumas características com os fuzis franceses PGM Précision PGM 338. A futura introdução de armas com câmara para o cartucho de fogo central .338 Lapua Magnum, sem aro e com gargalo, desenvolvido para fuzis de precisão militares de longo alcance, será uma novidade nas Forças Armadas Polonesas.

### Alex Tactical Sport 308 Winchester
O Alex Tactical Sport .308 Winchester é uma variante baseada no fuzil Bor 7,62x51mm NATO das Forças Armadas Polonesas. Sua câmara é compatível com o cartucho .308 Winchester — que é muito semelhante ao cartucho 7,62x51mm NATO — e destina-se ao mercado civil. Assim, o Alex Tactical Sport foi adaptado para atender às necessidades de esportistas e policiais, com um projeto simplificado que reduz o número de componentes do fuzil. O fuzil pesa 5,3 kg, possui um cano de 660 mm e é alimentado por um carregador bifilar de 10 cartuchos. Foi apresentado ao público de tiro de 8 a 11 de março de 2013 na feira IWA & OutdoorClassics em Nuremberg.

## Operadores
- Nigéria – quantidade desconhecida de fuzis Alex-338.[6]
- Polónia – 196 exemplares do fuzil Alex em uso e 657 exemplares encomendados.[7]